# Aleksiej Szein
Aleksiej Siemionowicz Szein (ros. Алексей Семенович Шеин; ur. 1662, zm. 12 lutego 1700) – rosyjski dowódca i polityk, pierwszy rosyjski generalissimus, bojar, prawnuk Michaiła Szeina.
Jako dziecko Szein był świadkiem egzekucji Stieńki Razina, co wywarło na nim wielkie wrażenie. W latach późniejszych brał udział w koronacji carów Piotra I i Iwana V. Regentka Zofia Aleksiejewna popierała Szeina i to jej zawdzięczał bojarski tytuł. W latach 1680–1684 Szein dowodził wojskami w Tobolsku i Kursku. Później został jednym z wodzów kampanii krymskiej w latach 1687-1689, a następnie kampanii azowskiej z lat 1695–1696. W czasie drugiej kampanii azowskiej w roku 1696 Szein był głównodowodzącym rosyjskich wojsk lądowych i za swe osiągnięcia został przez Piotra I mianowany generalissimusem.
Przed wyjazdem cara Piotra do Europy (co w historiografii rosyjskiej nosi miano „wielkiego poselstwa” – ros. Великое посольство) Szein został mianowany naczelnym dowódcą armii rosyjskiej, a także zastępcą cara w kwestii spraw zagranicznych. W roku 1697, Szein pokonał krymskich i nogajskich Tatarów, a w roku 1698 zdławił Powstanie strzeleckie. Jednakże po powrocie Piotra z zagranicy Szein popadł w niełaskę, bowiem nie ujawnił powiązania strzelców z Zofią Aleksiejewną, skutkiem czego utracił swe bojarstwo.